# Werner Krolikowski
Werner Krolikowski (ur. 12 marca 1928 w Oels, zm. 27 listopada 2016) – niemiecki funkcjonariusz partyjny (SED) i państwowy NRD.

## Życiorys
Urodził się w rodzinie robotniczej. Ukończył szkołę podstawową (1942–1944). Pełnił służbę w jednostce przeciwlotniczej Wehrmachtu (1944–1945). Przeszedł typową karierę działacza partyjno-państwowego w tym kraju, m.in. pełniąc funkcję – pracownika administracyjnego Starostwa Powiatowego w Malchin (1946–1950), po ukończeniu w 1950 okręgowej szkoły partyjnej Meklemburgii (Landesparteischule Mecklenburg) na zamku Wiligrad (Schloss Wiligrad) pod Schwerinem, prac. politycznego i osobistego sekretarza I sekr. Komitetu Okręgowego SED Meklemburgii w Rostocku (1950–1951), prac. kier. wydz. propagandy i agitacji KO Meklemburgii (1952), I sekr. Komitetu Powiatowego SED w Ribnitz-Damgarten (1952), sekr. ds. propagandy i agitacji, II i I sekr. KP SED w Greifswaldzie (1953–1958), sekr. ds. propagandy i agitacji oraz II sekr. KO SED w Rostocku (1958–1960), I sekr. KO SED w Dreźnie (1960–1973), czł. Komitetu Centralnego SED (1963–1989) i czł. Biura Politycznego KC SED (1971-1989), sekr. ds. gospodarki KC SED (1973–1976), I z-ca prezesa Rady Ministrów NRD (1976–1988), sekr. ds. rolnictwa KC SED (1986–1988). Z racji sprawowanych funkcji był „skoszarowany” w partyjno-rządowym osiedlu kierownictwa NRD – Osiedlu Leśnym pod Bernau.
W grudniu 1989 przebywał w areszcie w Berlin-Hohenschönhausen.